# Bruno Dumont
Bruno Dumont (Belle, 14 maart 1958) is een Franse filmregisseur en scenarioschrijver.
Dumont maakte vanaf 1986 tientallen bedrijfsfilms. In 1993 draaide hij zijn eerste kortfilm, Paris (Paris) en in 1997 een eerste langspeelfilm, La vie de Jésus die de Prix Jean Vigo won en genomineerd werd voor de César voor Beste debuutfilm.
Tot en met 2013 heeft Dumont zeven langspeelfilms gemaakt, waarvoor hij ook de scenario's schreef. Zijn films hebben meerdere prijzen gewonnen op het filmfestival van Cannes: voor La vie de Jésus kreeg hij er in 1997 een Caméra d'Or — Mention Spéciale. L'humanité werd er vertoond in 1999 en won de Grote Prijs van de jury, evenals de prijs voor beste acteur (Emmanuel Schotte) en beste actrice (Séverine Caneele). Flandres won in 2006 ook een Grote Prijs.
Outside Satan kreeg in 2011 de Belgische Âge d'Or-prijs.
De films van Dumont tonen vaak extreem geweld en seksueel gedrag, die zijn "gevangen in een zinderende esthetiek". L'humanité, over een vereenzaamde politie-inspecteur Pharao de Winter, speelt zich af in Dumonts geboorteplaats Belle in Noord-Frankrijk.
In 2012 draaide Dumont de biografische film Camille Claudel 1915 over de Franse beeldhouwster, met voor het eerst een bekende actrice in de hoofdrol, namelijk Juliette Binoche.

## Langspeelfilms
- 1997: La vie de Jésus
- 1999: L'humanité
- 2003: Twentynine Palms
- 2006: Flandres
- 2009: Hadewijch
- 2011: Outside Satan
- 2013: Camille Claudel 1915
- 2014: P'tit Quinquin
- 2016: Ma loute
- 2017: Jeannette, l'Enfance de Jeanne d'Arc
- 2019: Jeanne
- 2024: L'Empire